# Saint-Grégoire-le-Grand
 (avril 2016).
Si vous disposez d'ouvrages ou d'articles de référence ou si vous connaissez des sites web de qualité traitant du thème abordé ici, merci de compléter l'article en donnant les références utiles à sa vérifiabilité et en les liant à la section « Notes et références ».
Pour les articles homonymes, voir Saint-Grégoire-le-Grand (homonymie).
Pour un article plus général, voir Mont-Saint-Grégoire.
Saint-Grégoire-le-Grand est une ancienne municipalité de paroisse du Québec. Elle a été remplacée, le 21 décembre 1994, par la municipalité de Mont-Saint-Grégoire, qui réunit la municipalité de la paroisse de Saint-Grégoire-le-Grand et celle du village de Mont-Saint-Grégoire. Elle doit son nom à Grégoire le Grand, pape au tournant du VIe siècle et du VIIe siècle.

## Personnage célèbre
[réf. nécessaire]

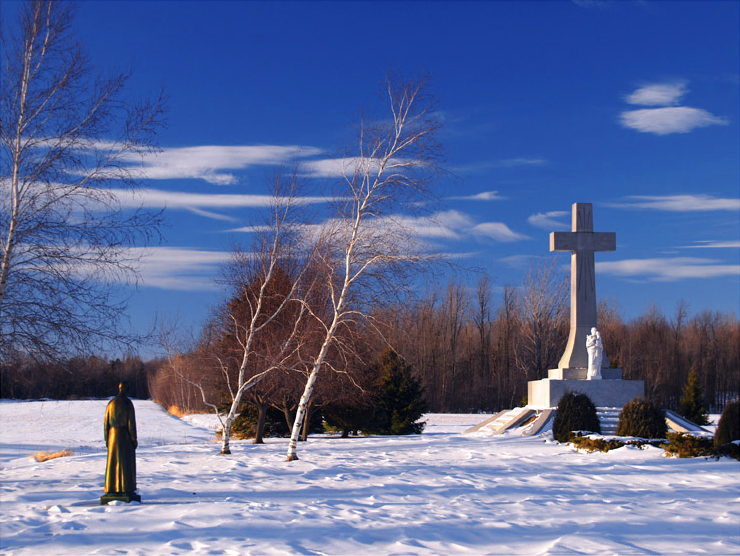
Monument du Frère André, dans l'ancien secteur de Saint-Grégoire-le-Grand, à Mont-Saint-Grégoire.

- Frère André, le fondateur de l'Oratoire Saint-Joseph du Mont-Royal à Montréal est né (sur le rang Grand-Bois) et baptisé à Saint-Grégoire-le-Grand en 1845. Mort en 1937, le Frère André a été béatifié le 24 mai 1982 puis canonisé le 17 octobre 2010. En 1945, un monument est élevé en sa mémoire, hors de l'agglomération, au carrefour des 3e rang N et Rang du Grand Bois, constitué d'une croix de granit de Stanstead de 190 tonnes et de 19 pieds (5,7 mètres environ) de haut.